# Aeroportul Dajtki
Aeroportul Dajtki (IATA: QYO, ICAO: EPOD) este un aeroport din Olsztyn, Warmia și Mazuria, Polonia.
Situat la o altitudine de 133 m, aeroportul dispune de o singură pistă.